# Tipula (Microtipula) macrosterna
Tipula (Microtipula) macrosterna is een tweevleugelige uit de familie langpootmuggen (Tipulidae). De soort komt voor in het Neotropisch gebied.